# Wilhelm Kreiten
Wilhelm Kreiten (* 22. Juni 1847 in Gangelt; † 6. Juni 1902 in Kerkrade) war ein deutscher Jesuit, Schriftsteller, Lyriker, Literaturhistoriker und -Kritiker.

## Leben
Wilhelm Kreiten war Sohn des Schmiedemeisters Peter Josef Kreiten in Gangelt. Im Alter von 16 Jahren trat er den Jesuiten bei und begann am 1. Oktober 1863 sein Noviziat in deren Niederlassung in Münster. Dem üblichen Ausbildungsweg der Jesuiten gemäß folgten nach den Stationen in Münster und Amiens die philosophischen und theologischen Studien in der Abtei Maria Laach, die er krankheitsbedingt 1868 unterbrechen musste. Von 1869 bis 1871 studierte er Literaturwissenschaft in Münster.
Aufgrund der 1872 verfügten Vertreibung der Jesuiten aus Deutschland wurde Kreiten von seinem Orden nach Aix-en-Provence versetzt, wo er das Theologiestudium abschloss und am 8. Januar 1873 zum Priester geweiht wurde. Das Letzte Gelübde legte er am 15. August 1877 ab.
Von 1870 bis 1878 war Kreiten als Redakteur der katholischen kulturkritischen Zeitschrift Stimmen aus Maria Laach in Tervuren tätig. Aus gesundheitlichen Gründen begab sich Kreiten 1878 nach Kerkrade, wo er die restlichen 23 Jahre seines Lebens schriftstellerisch tätig war. Er war weiter einer der wichtigsten Mitarbeiter der Zeitschrift Stimmen aus Maria Laach, in der er zahlreiche Essays über literarische Themen veröffentlichte und die zeitgenössische katholische Literatur von 1874 bis 1902 kommentierte. Überdies veröffentlichte Kreiten unter den Pseudonymen Wahrmuth, Phil.; Ipse, Egon sowie unter dem latinisierten Vornamen „Kreiten, Gulielmus“, abgekürzt „Kreiten, Gul.“. Kreiten schrieb auch für die Zeitschrift Die katholischen Missionen.

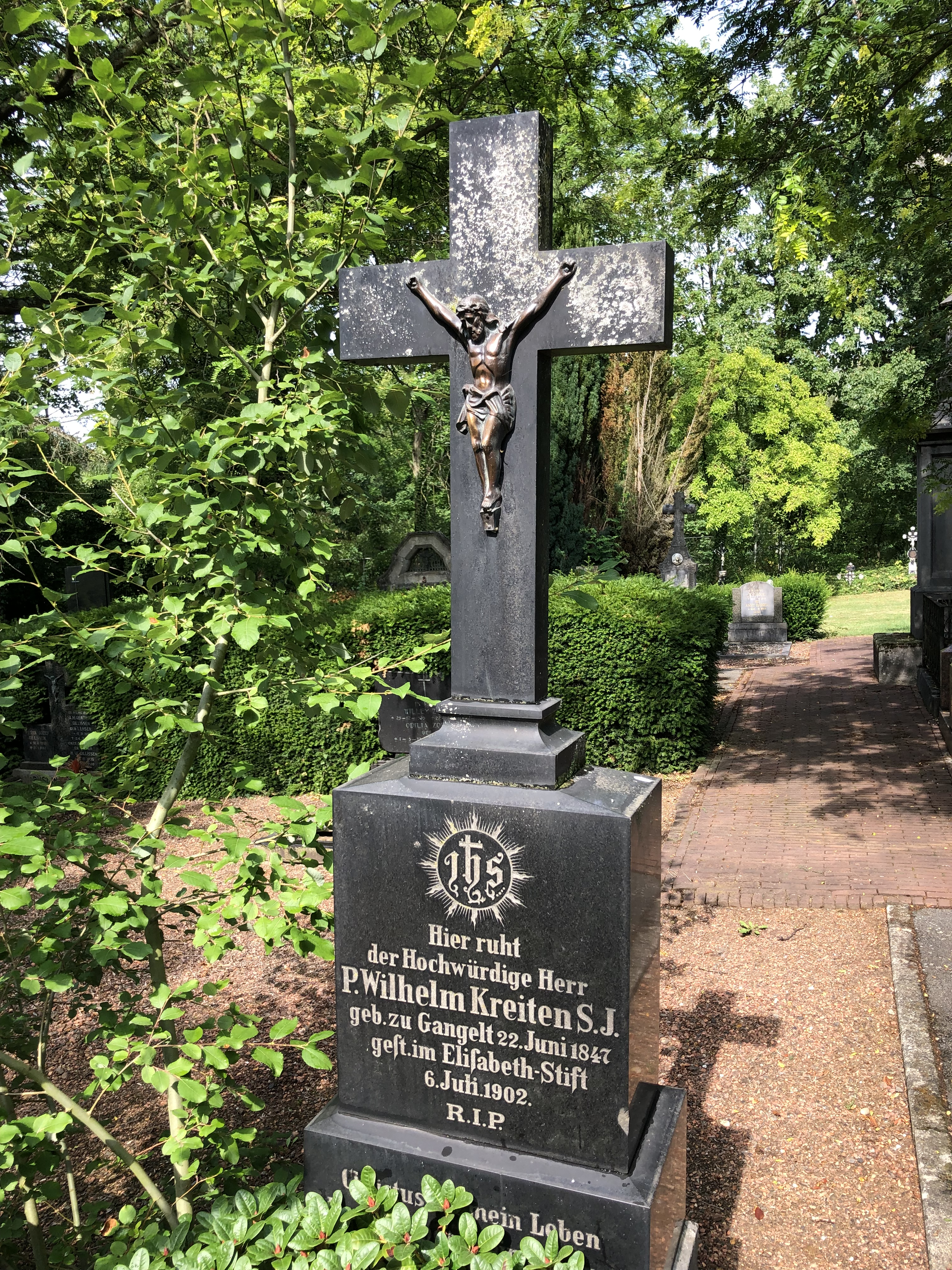
Grabmal auf dem Friedhof der Lambertus-Kirche in Kerkrade